# Chirosia histricina
Chirosia histricina är en tvåvingeart som först beskrevs av Camillo Rondani 1866.  Chirosia histricina ingår i släktet Chirosia och familjen blomsterflugor. Arten är reproducerande i Sverige. Inga underarter finns listade i Catalogue of Life.